# Leptodactylus albilabris
Leptodactylus albilabris är en groddjursart som först beskrevs av Günther 1859.  Leptodactylus albilabris ingår i släktet Leptodactylus och familjen tandpaddor. IUCN kategoriserar arten globalt som livskraftig. Inga underarter finns listade i Catalogue of Life.